# Чэнхуа
Чэнхуа́ (кит. упр. 成华, пиньинь Chénghuá) — район городского подчинения города субпровинциального значения Чэнду провинции Сычуань (КНР).

## История
Город Чэнду формально был образован в 1928 году путём объединения уездов Чэнду (成都县) и Хуаян (华阳县). Название района было образовано из первых слогов названий этих исторических уездов, на бывших территориях которых он расположился.
Район был образован в соответствии с постановлением Госсовета КНР от октября 1990 года, вступившим в силу 1 января 1991 года.

## Административное деление
Район Чэнхуа делится на 14 уличных комитетов.

## Достопримечательности
В районе Чэнхуа стоит башня Западная жемчужина — имея высоту 339 метров, она является самым высоким сооружением Западного Китая, 16-м по высоте сооружением всего Китая, а также занимает 18-ю строчку в списке самых высоких телевизионных башен мира.